# 日本における検閲
日本における検閲（にほんにおけるけんえつ）では、日本における検閲の歴史を述べる。
近代以降では、戦前の内務省や、連合国占領下の連合国軍最高司令官総司令部（GHQ/SCAP）によって検閲が実施されていた。 検閲は大きく分けて事前検閲と事後検閲の2種類あるが、日本において大日本帝国憲法下で行われたものの多くは事後検閲であった。
現在の日本において、検閲（行政による事前検閲）は日本国憲法第21条によって原則として禁止されているが、わいせつ物頒布等の罪 (刑法175条)や有害図書指定などとその適用が「事実上の検閲」であるとの批判もある。

## 江戸時代から明治時代初期
江戸時代から出版が盛んになるにつれて江戸幕府も検閲に乗り出すようになった。初期はキリスト教や幕政批判、江戸幕府ならびに徳川氏の事績に関するものが発禁の対象だったが、寛政の改革では風俗を乱すものや贅沢な出版物も対象となった。版木を没収されたものでは林子平の『海国兵談』、山東京伝の『仕懸文庫』、恋川春町の『金々先生栄華夢』などが有名である。天保の改革では、為永春水、柳亭種彦らの人情本や好色本などが版木没収に遭った。
実在の事件や人物を題材にすることは幕府への批判に繋がるとして禁じられていたことから、歌舞伎においては規制逃れとして仮名（羽柴秀吉を真柴久吉とするなど）を使ったり過去の出来事（「仮名手本忠臣蔵」は南北朝時代という設定とするなど）という設定で上演されていた。
明治維新ののち、1875年（明治8年）から讒謗律によって出版物の検閲が始まった。

## 大日本帝国憲法制定後

### 概説
1890年の大日本帝国憲法（明治憲法）は第26条で「信書ノ秘密」を、第29条で「言論著作印行集会及結社ノ自由」を定めていた。
しかし、明治憲法の表現の自由は法律の範囲内における自由とされていたため、実際上、法律によって広範な制約が加えられていた。具体的には、出版法（1893年）、新聞紙法（1909年）、治安維持法（1925年）、不穏文書臨時取締法（1936年）、新聞紙等掲載制限令（1941年）、言論、出版、集会、結社等臨時取締法（1941年）などが制定され、表現活動は強く規制されていた。
1930年の検閲基準としては以下のようなものがある。
1. 皇室の尊厳を冒涜する事項
2. 君主制を否認する事項
3. 共産主義、無政府主義等の理論乃至戦略、戦術を宣伝し、もしくは其の運動実行を扇動し、又は此の種の革命団体を支持する事項
4. 法律裁判所等国家権力作用の階級性を高調し、その他甚しく之を曲折する事項
5. テロ、直接行動、大衆暴動等を扇動する事項
6. 植民地の独立運動を煽動する事項
7. 非合法的に議会制度を否認する事項
8. 国軍存立の基礎を動揺せしむる事項
9. 外国の君主、大統領、又は帝国に派遣せられたる外国使節の名誉を毀損し、之が為め国交上重大なる支障を来す事項
10. 軍事外交上重大なる支障を来す可き機密事項
11. 犯罪を煽動、若は曲庇し、又は犯罪人、若は刑事被告人を賞恤救護する事項
12. 重大犯罪の捜査上甚大なる支障を生じ其の不検挙に依り社会の不安を惹起するが如き事項（特に日本共産党残党員検挙事件に此の例あり）
13. 財界を攪乱し、この他著しく社会の不安を惹起する事項

1933年には次の二項が付け加えられた。
1. 戦争挑発の虞ある事項
2. その他著しく治安を妨害する事項[4]

### 内閣情報局の検閲
1940年（昭和15年）、第2次近衛内閣は内閣情報部に外務省・内務省・逓信省・陸軍省・海軍省の情報・報道関係部門を統合させ、情報収集・統制・発信の一元化をめざす局に昇格させることを決定。10月3日に閑院宮載仁親王が参謀総長を離任し後任に杉山元陸軍大将が就任すると、8日には米国国務省は極東在住米国市民に引き上げを勧告した。それから4日後の10月12日、大政翼賛会の発会式が挙行され、内閣総理大臣が総裁に就任し、3日後の10月15日には内閣情報局官制案要綱が閣議で決定された。
検閲の実務にあたったのは、放送については逓信省の出先機関である東京、大阪、名古屋、広島、熊本、札幌、仙台の各精神局の逓信省監督課の職員230名、新聞や雑誌については、各府県の警察部の担当課（特高課や検閲課）であった。
ただし、以下のとおり出版物の検閲自体は、明治8年から始まっていた。

### 内務省の検閲

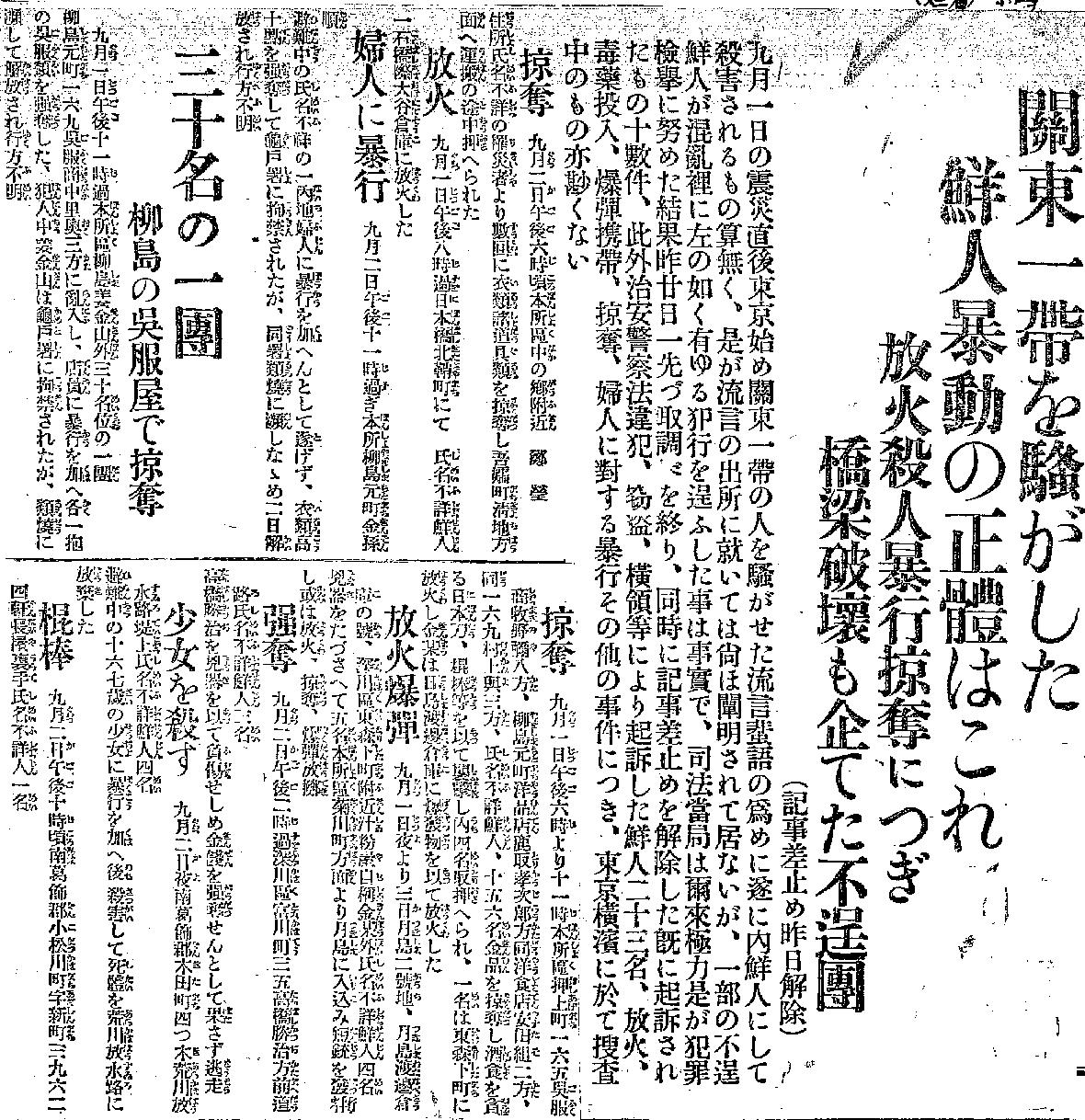
関東大震災後に行われた記事差止めが1923年10月20日に解除されたことを受けて朝鮮人による暴動事件を報じる新聞。ただしこの報道の取材源である司法省発表は信憑性が疑われている（関東大震災の項も参照のこと）。

内務省（警保局図書課、1940年12月検閲課と改称し情報局第4部第1課兼務）は、もともと讒謗律、新聞紙条例、出版法、新聞紙法、映画法、治安維持法などに基づき、書籍、新聞、映画の記事・表現物の内容を審査し、不都合があれば、発行・発売・無償頒布・上演などを禁止や一定期間差止する検閲を行っていた（放送に関わる内容については、逓信省および、のちに加えて情報局が所管した。後述）。行政処分として現物の没収・罰金、司法処分として禁錮刑を行った。戦前期日本における検閲は行政処分が突出していた点で諸外国にほとんど例を見ないことが認められ、「内務大臣の行政処分が，司法審査をも完全に排除し，最終的な判断としての強制力を持っていた点に，その特質があった」。
日露戦争のあと、内務省は逓信省に通牒し、極秘のうちに検閲を始めた 。
1928年には検閲に関する内部資料『出版警察報』が刊行されたことで、これ以降の検閲については詳細な記録が残っているが、1923年9月1日に発生した関東大震災により内務省も被災、発禁となった図書類や資料などを保管していた倉庫が火災で焼失したため、1923年以前の検閲に関しては不明な点が多いという。
内務省の検閲対象は民間であり、軍部やその外郭団体は管轄外であった。
1941年（昭和16年）10月4日に、臨時郵便取締令（昭和16年勅令第891号）が制定されて、法令上の根拠に基づくものとなった。

#### 内閲
大正から昭和にかけて警保局図書課は出版検閲において便宜的に「内閲」（内検閲）の措置を講じた。発行者側が正規の納本前に取締当局（図書課）に予め点検を依頼し、それにより発禁処分を免れるという方式である。しかし内閲依頼の増加により図書課の業務が肥大化し、また1926年（大正15年）11月1日発行の『解放』臨時増刊号が内閲後に発禁処分を受けて発行人山崎今朝弥が訴訟を起こしたが「契約は無効」として棄却され、それらを経て1927年（昭和2年）9月に内閲は一旦廃止となる。その後1937年（昭和12年）の盧溝橋事件以降に戦時体制が強まるなかで内閲は復活する。

#### 新聞
法律によって解釈される新聞は、一定の題号を用い、期間を定め、または6か月以内の期限で期限を定めず発行される著作物で、同一の題号の新聞を他の地方で発行する場合はそれぞれ別種の新聞とみなされ、発行人は保証金を納入して許可を受けた。検閲の眼目は安寧秩序を乱し風俗を害するものに向けられ、これに違反したものは発売を禁止された。発行と同時に、内務省2部、管轄地方官庁、裁判所検事局へそれぞれ1部を送って検閲を受けた。雑誌は月刊物で新聞紙法によって発行されるものは同様の取り締まりを受けた（明治42年5月法律41号、明治43年4月内務省令15号）。

#### 書籍等

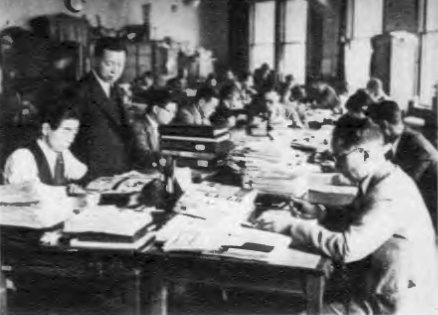
警視庁特別高等警察部検閲課による検閲の様子（1938年・昭和13年）

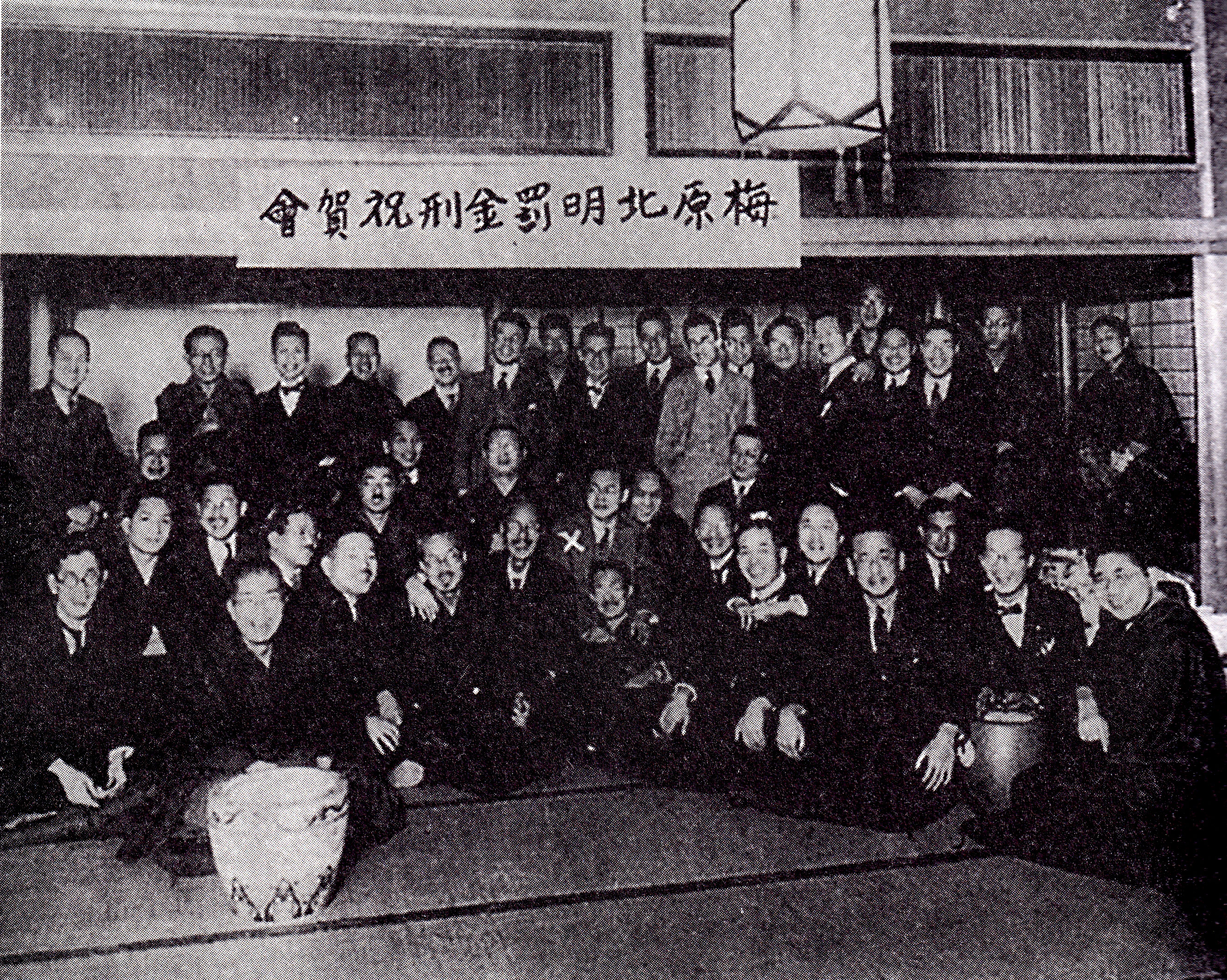
梅原北明が1928年（昭和3年）に起こした出版法違反事件（27件）の決着を祝って1929年（昭和4年）3月20日に関係者40数名を集めて華々しく催された「梅原北明罰金刑祝賀会」の様子。北明は官憲相手に諧謔とエログロで無意味なまでに対抗する姿勢を見せつけたことで「猥本の出版狂」とも呼ばれていた。

著作物は、出版法による文書、図書を発行したときは発行3日前に内務省に製本2部を納本する必要があり、書簡、通信、社則、引札、番付、写真などは内容が取締法規に触れないものに限り届出が省略された。検閲にあたって当局は、内容が皇室の尊厳を冒涜し、政体を変改しその他公安風俗を害するものは発売頒布を禁止し、鋳型および紙型、著作物を差し押さえ、または没収することができた（明治26年4月法律15号、明治43年4月法律55号、昭和9年7月内務省令17号）。
労働問題については1926年ごろから社会活動家で労働問題研究所の高橋貞樹などが、工場の労働条件、設備、組合、青年同盟、政党の問題、青年労働者の待遇と要求、内外の出来事を報じる「工場新聞」の編集・頒布を推奨していたが、1930年に同様の趣旨で新人社が出版した書籍であるドイツXX党『工場新聞』は内務省が発禁処分をした。

#### 脚本
脚本の検閲は、演劇興行の用に供する場合、当該地方官庁の取り締まりを受ける。したがって、興行の用に供さない脚本は取り締まりの範囲外であるが、願出の場合はそれぞれ規定の形式があり、1ページ30字詰以内（活字刷のものは除く）として明瞭に記載することとされた。脚本の認可の印を押捺されたものは3年間の有効期間を有し、この検閲には、教育上の悪影響、国交親善を阻害するなどの項目に特に注意された（大正10年7月警視庁令15号）。
映画の場合、脚本段階から細かい検閲が行われ、1925年（大正14年）の『雄呂血』のように体制批判ととれる字幕は即削除、1943年（昭和18年）の『無法松の一生』のように無法者が主人公であったり、賭博やけんか、身分違いの恋情などが描かれていれば内務省から「好ましからず」との注意付箋がつけられた。これに沿って修正しても、完成フィルムで「検閲保留」とされれば現状では上映できなかった。

#### フィルム
フィルム（活動写真）の検閲は取締を受けるものは観覧の用に供するもののみであった。説明台本2部を製作し、内務大臣に届け出ることが必要で、儀式、競技、時事を写実したもので、特に急速を要するものは映写地の地方官の許可を受けることができた。フィルムの長さは制限がないが、上映の場合は興行に対して無声版は5,750 m、発声版は6,000 mが限度であった。検閲は手数料を要し、内務大臣が許可したものは3年間、地方長官の許可したものは3か月間有効であった。検閲官庁が公安、風俗または保健上障害があると認めた部分は切除され、検閲済の検印を押捺し検閲の有無が明らかにされた（大正11年7月警視庁令15号。大正14年3月内務省令10号）。
戦時体制下の1939年（昭和14年）、より拘束力の強い映画法（昭和14年4月5日 法律第66号）が制定され、制作段階での検閲が可能となり、国策に反する作品の制限や、国策に沿った作品づくりと製作本数の義務化などがなされた。
現在、映画脚本用とフィルム用の検閲印は東京国立近代美術館フィルムセンターで保存されており、展示室で公開されている。
劇映画の検閲は「内務省警保局」が行った。劇映画の場合、皇室に関することは一切劇中に触れることができなかった。錦の御旗でも、劇用では菊の御紋章はつけられず、三日月と丸で代用された。この御紋章は特別内務省の検閲が厳しく、十六花弁の菊に限らず、類似のものでも画面に映ればカットされた。戦時になると厳しさが増し、ふすまの引き手が菊模様だったり行燈が菊型であったり、座布団の地模様が菊だったりしてもカットされた。女性の着物の衣装の菊の模様までもが検閲の対象となった。

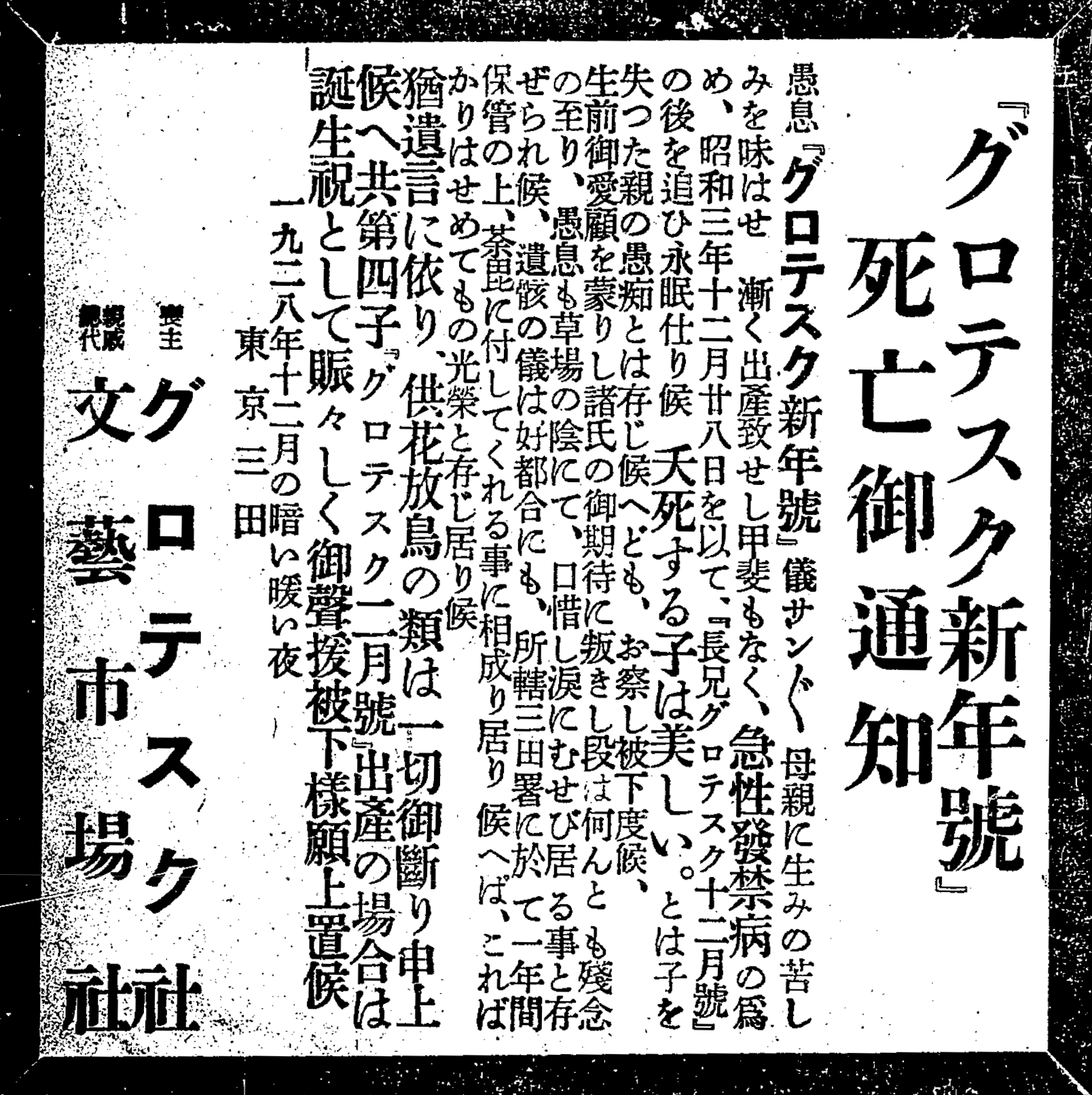
エログロナンセンスの帝王、地下出版の帝王、発禁王、罰金王、猥褻研究王と謳われた梅原北明が編集した雑誌『グロテスク』新年号の発禁を伝える死亡広告（1928年・昭和3年）

また、「過剰エロは毫も近代文明人の生活に混在を許さざるもので、これを社会の表面に露出することは諸悪と共に許すべきではない」と発表、女性の膝小僧が着物の裾から覗くという程度でも「エロ」であるとして、フィルム数コマであっても検閲でカットとなった。戦時中、検閲切除は「公安」「風俗」に分類され、風俗の中の「淫卑」（過剰エロ）は圧倒的に多く、公安の倍以上228件に及び、年間切除されるフィルムは2,435メートルもあって、全体の約2/3を占めていた。さらに洋画、邦画問わず、キスシーンはすべてカットされた。日本映画では、それを暗示したものまでカットとなった。これらをどううまく撮って通検するかが各監督の手腕だった。稲垣浩は「官僚検閲の鋏災は長いあいだ日本映画の進歩をはばんだ」と述べている。
剣戟映画では、流血場面は絶対に許されなかった。切腹する場面で血が滲むといった描写もカットされた。立ち回りでの斬り方や効果音も、リアルなものはカットされた。
これらすべて、試写の段階で「検閲保留」とされればそのままでは公開は許されず、当該箇所がカットされた。

#### レコード

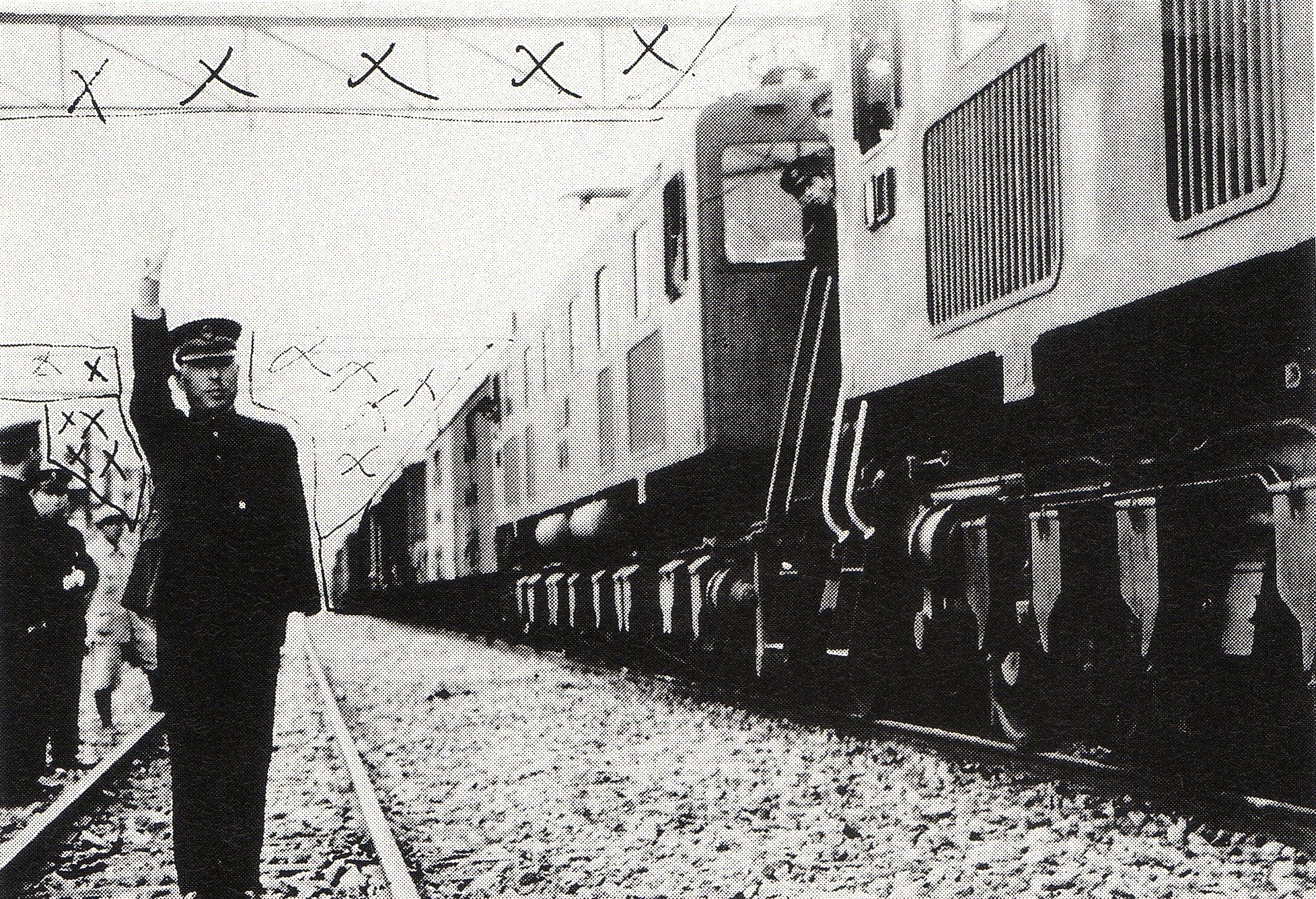
関門トンネルを通過する最初の営業列車に出発合図を送る当時の三好門司駅長。周囲に見える×印は軍の検閲による修正箇所の指示で、国防上重要と思われる施設や設備は、大概が発表時には消去または改竄されていた。

レコードは発売頒布の目的で音を機械的に複製するものに対して取り締まられた。製品は解説書2部を添え、規定された様式にしたがって内務大臣に差し出して許可を要し、検閲上の取締方針は出版物と同様であった（明治26年4月法律15号、昭和9年7月内務省令17号）。

#### 絵画彫刻
絵画彫刻は取締を受けるのは公衆の観覧に供する場合に限られ、当局は公安を害し風俗をみだす場合は陳列場から撤回を命じることができ、極端なものは没収することもある（明治33年3月法律36号）。
新聞小説の挿絵などでも、軍事施設のある景観を題材にしていれば検閲の対象となった。吉川英治の小説『宮本武蔵』（昭和10年）では、当時巌流島に要塞施設があったため、石井鶴三の挿絵にまで要塞司令部検査済の文言がつけられた。

### 逓信省の検閲

#### 放送
日本で放送（ラジオ放送）事業開始を控えた1923年、逓信省は各局に与えた「放送無線電話私設許可命令書」によって、放送番組の内容を放送前日までに所管の地方逓信局長に届け出ることおよび、各地方逓信局の監督課が放送を逐一聴取し、内容に問題があった場合は電話で放送局に中止を命じられるルールを定めた。その後、「放送無線電話ノ放送取締事項ニ関スル件」の通達（1925年）、「放送用私設無線電話監督事務処理細則」改正（1930年）、「放送用私設無線電話規則」改正（1939年）と、検閲のための規制は強化されていった。
1927年（昭和2年）8月13日、甲子園球場で行われた第13回全国中等学校優勝野球大会で初めて生放送が行われたが、スポーツの生放送では事前に台本チェックができないため、不適切な言葉が飛び出した瞬間に放送を中断できるよう電波遮断機を持った係官が同席して放送が行われている。

### 司法の検閲

#### 通信文書
1919年、林頼三郎大審院検事「思想犯の社会からの隔離」の提言に基づき、思想犯保護観察法（1936年）や、予防拘禁が盛り込まれた新治安維持法（1941年）が策定された。
戦前は警察や憲兵は検事の指揮を受け補佐する立場であり、思想検察が確立され強大な権限を有していた、思想警察や思想憲兵が通信文書の検閲活動を行っていた。

### 検閲をめぐる事例
昭和12年以降、矢内原忠雄の論文「国家の理想」が検閲で削除された上学内で糾弾を受けた事件（矢内原事件）、津田左右吉の日本古代史の著書が発禁とされ著者と出版社が起訴された事件、河合栄治郎の著書『ファシズム批判』が発禁とされた事件（河合栄治郎事件）などが相次いだ。

#### 竹槍事件
1944年2月23日の毎日新聞に以下の記事が載った。
慣例から内務省検閲課による事前検閲は済んでいたと思われる。
「本土沿岸に敵が侵攻し来るにおいては最早万事休すである。ラバウルにせよ、ニューギニアにせよ、マーシャル、トラックにせよ、わが本土防衛の重要なる特火点たる意義 がここにある。今こそわれらは戦勢の実相を直視しなければならない。戦争は果して勝つてゐるか。 ガダルカナル以来過去一年半余、わが忠勇なる陸海将士の血戦死闘にもかはらず太平洋の戦線は次第に後退の一路を辿り来った血涙の事実をわれわれは深省しなければなら ない。敵の戦法に対してわれらの戦法を対抗せしめねばならない。敵が飛行機で攻めに来るのに竹をもっては戦ひ得ないのだ。[中略]帝国の存亡を決するものはわが海洋航空兵力の飛躍増強に対するわが戦力の結集如何にかかつて存するのではないか。」
この記事を目にした東條英機首相兼陸相は会議の席上で激昂し陸軍報道部長の松村秀逸大佐を叱責した。精神論に偏る東條への批判と受け止めたからである。このことによる処分として毎日新聞社は編集総長を解任し東京本社の編集局長を次長を待命休職とした。記事を書いた新名丈夫への処分として懲罰的な徴兵を画策したが新名の年齢は一般的に徴兵される年齢を越えていた。徴兵の意図を隠蔽しつつ慣例に沿わない徴兵を実行するため、新名の本籍地（高浜市）に住む同年齢の者250人に召集令状が出されその多くは激戦地の硫黄島に送られ帰らぬ人となった。しかし当の新名自身は海軍の介入により陸軍の徴兵をまぬがれ海軍報道員としてフィリピンに渡り生き延びた。先の記事は陸海軍間の物資をめぐる争いのため海軍の企図によって新名に執筆させ掲載したものだからである。陸海軍の不仲が検閲に表れた例であり竹槍事件と呼ばれる。

## 連合国軍占領下
敗戦直後、8月20日に日本側による信書の検閲は停止されたが、連合国軍による占領下でGHQによる検閲が開始された。
1945年（昭和20年）9月10日に、「言論及ビ新聞ノ自由ニ関スル覚書」（SCAPIN-16）を発出。報道範囲、進駐軍・連合国に関する報道規制に定めたもので、同年9月14日には覚書違反で同盟通信社が配信停止処分、同年9月18日には朝日新聞が発行停止処分を受けた。
次いで同年9月21日には「日本ノ新聞準則ニ関スル覚書」（SCAPIN-33）、いわゆるプレスコード）などを発出し、民間検閲支隊により日本のマスコミなどへの事前検閲や事後検閲を行い、反占領軍的と判断した記事（占領軍兵士による犯罪なども含まれた）などを弾圧して全面的に書き換えさせた。
国立国会図書館の記録によると、1945年10月9日、朝日、毎日、読売、東京、日本産業新聞への事前検閲が開始された。
意思に沿わない記事を書いた新聞社には戦前から続く新聞紙条例を用いて発行停止命令が下されることもあった（例：伊勢新聞が1945年12月27日から1日半にわたり発行停止）。
既に流通している図書に関しても、「宣伝用刊行物の没収」が実行され、指定された刊行物がほぼ全ての流通から姿を消した。更に、過去の映画については、超国家主義、軍国主義など思想面からの検閲が行われ、同年11月19日には236本の映画の上映禁止、焼却指令が出された。一方、同年12月2日には映画法が廃止され、戦前・戦中に日本側の検閲により未公開となっていた作品の封切りが可能となった。
1948年（昭和23年）7月、新聞社16社・通信社3社の事前検閲を廃止し、事後検閲に移行した。新聞、ラジオの事後検閲は1949年（昭和24年）10月をもって廃止された。これらのGHQによる行為は個人の手紙や電信電話にまで及び、検閲は隠匿され日本国憲法施行下にあっても強力に実行された。山本武利は手紙に進駐軍に残虐行為を受けたと嘘を書いた人物が密かに逮捕され、軍事裁判にかけられたという事実を明らかにしている（ただし、検閲に協力した人々の証言がほとんどないためその実態には未解明な部分も多い）。
郵政歴史年表の昭和27年（サンフランシスコ条約の発効に伴い日本が主権を回復した年）に「連合軍による郵便物等の検閲廃止」という記載が残されていることから郵便物も検閲を受けていたことが分かる。
この占領期中の検閲で集められた資料は、メリーランド大学のプランゲ文庫に所蔵されている。
また、(江藤淳 1994)は著書において、GHQの政策として検閲とプロパガンダが並立されており、プロパガンダの役割を民間情報教育局が担ったと主張した。

## 日本国憲法制定後

### 概説
日本国憲法は憲法第21条第2項前段で検閲の禁止を定めているが、まずその前提として、憲法第21条に定める表現の自由の保障の趣旨から事前抑制禁止の法理が説かれている（判例としては最高裁判決 昭和61年6月11日 民集40巻4号872頁）。
事前抑制禁止の法理とは、法が表現行為に対する事前の抑制を定めている場合には原則として制限の目的を問うまでもなく、その法を文面上無効とすることをいう。事前抑制が禁止される理由は、第一に当該表現が市場に出る前に公権力がそれを抑止される点で「思想の自由市場」の観念に反すること、第二に事後抑制に比べて公権力による規制の範囲が広汎に及び手続上の保障や抑止的効果の点でも事後抑制に比べて問題が多いことが指摘されている（「思想の自由市場」論については表現の自由を参照）。ただ、日本国憲法のもとでも、表現行為が他者とのかかわりを前提としたものである以上、表現の自由には他人の利益や権利との関係で一定の内在的な制約が存在する。事前抑制にはさまざまな形態のものがあり、例外的に一定の事前抑制を肯定せざるをえない場合がある（プライバシーなど人格権侵害に対する救済手段としての裁判所による差し止めなど）。
以上が憲法21条の趣旨に基づく事前抑制禁止の法理であるが、この事前抑制禁止の法理と憲法第21条第2項前段に定める検閲の禁止との関係について解釈は分かれている。
学説には、憲法第21条第2項が検閲の禁止として事前抑制禁止の法理を定めているとする学説と憲法第21条第2項は事前抑制のうち特に検閲の禁止を定めたものとみる学説（事前抑制禁止の法理はより一般的に憲法第21条第1項に根拠を有する）がある。
憲法第21条第2項が検閲の禁止として事前抑制禁止の法理を定めているとする学説によれば、憲法第21条第2項前段の「検閲」の主体は「行政権に限らず公権力と考えるべきで、司法権も含まれる」と主張し、裁判所による事前差し止めもこれに含むとしつつ、裁判所による事前差し止めは公正な法の手続によるものであることから厳格な要件のもとで例外的に許容されるとする。しかし、この解釈に対しては、検閲は歴史的にも現実にも主として行政権との関係で問題になることが多いのであり、憲法第21条第2項の「検閲」に例外を含めてしまうと検閲禁止の絶対性を貫くことができなくなるという問題が指摘される。
そこで憲法第21条第2項は事前抑制のうち特に検閲の禁止を定めたものとみる学説は、憲法第21条第2項の「検閲」とは行政権が主体となって表現内容を審査して表現行為をその許可にかからしめることをいい、検閲は一切の例外が許されず絶対的に禁止されていると解している。
最高裁も税関検査事件で憲法21条2項にいう「検閲」について、「行政権が主体となって、思想内容等の表現物を対象とし、その全部又は一部の発表の禁止を目的として、対象とされる一定の表現物につき網羅的一般的に、発表前にその内容を審査した上、不適当と認めるものの発表を禁止することを、その特質として備えるもの」と判示しており（最大判昭和59・12・12民集38巻12号1308頁）、憲法21条2項にいう「検閲」の主体を「行政権」としている。ただ、判決では表現物が発表される前に行われるもののみを検閲であるとしているが、発表を許す一方でそれを受け取ることについて規制が行われたり、発表すること自体をためらわせるような規制が事後的に行われたりした場合も「検閲」であるとするべきだと主張する学説が多い。
なお、司法手続を通じて行われる表現行為の事前差し止めにも事前抑制禁止の法理は働くが、抑制の主体が裁判所であり、裁判という慎重な手続きを経ることから、行政権による事前抑制とは別異の考慮をすべきとする。特にプライバシーなど人格権侵害に対する救済手段としての事前差し止めは、人格権保護の見地から一定の条件のもと認める必要がある。最高裁は、仮処分による事前差し止めは憲法21条2項にいう「検閲」には該当しないものの、事前抑制そのものであるから厳格な要件のもと、例外的な場合にのみ認められるとした。具体的には、表現内容が真実でないまたはもっぱら公益を図る目的のものでないことが明白であって、かつ被害者が重大で著しく回復困難な損害を被るおそれがあるとき、および原則として口頭弁論または債務者の審尋を行うことを例外的に事前抑制が認められる要件とした。

### 議論の対象となった制度
日本国憲法制定以後でも、ある種の公の制度は検閲ではないかという議論が行われてきた。たとえば、税関検査、教科用図書検定、および青少年保護育成条例による「有害図書」の指定などである。これらの制度が日本国憲法上禁止されている検閲および事前抑制にあたるかどうかは表現の自由および知る権利の保障に重大な影響を及ぼすため、慎重かつ厳密に議論すべきであると考えられている。以下、個別に説明する。

#### 税関検査
関税法では日本国内に輸入することができない輸入してはならない貨物（輸入禁制品）について定めているが、同法69条の8第7項は「公安又は風俗を害すべき書籍、図画、彫刻物その他の物品」を輸入してはならないと規定している。税関ではこの規定に従い、輸入される物品の内容について検査を行っている。これを一般に税関検査というが、これが検閲にあたるのではないかという議論が行われている。
札幌税関検査事件において、最高裁は上記のように「検閲」を定義しつつ、税関検査はその「検閲」にも事前抑制にも該当しないため合憲であるとした。その理由として、輸入が禁止された書籍などの表現物も日本国外ではすでに発表済みであり、税関検査は事前に一切の発表を禁止するものではないこと、税関検査は関税徴収手続きの一環として行われるのであり、表現物を網羅的に審査して記載することが目的ではないこと、および司法審査の機会が与えられていることを挙げた。これについては学説からは異論があり、違憲説が優勢であった。

#### 青少年保護育成条例による有害図書指定
青少年の健全な育成を目的に、わいせつ性や残忍性をもった雑誌などを「有害図書」などに指定することで、青少年への販売や自動販売機への収納、コンビニエンスストアでの販売などを禁止するといった青少年保護育成条例が地方自治体によって制定される場合がある。これも表現物の内容に着目してその発表を抑制しようというものであるため、「検閲」ないし事前抑制にあたるのではないかという議論がある。これが実際に問題となったのが「岐阜県青少年保護育成条例事件」（最高裁判所平成1年9月19日第三小法判決 刑集43巻8号785頁）である。最高裁は悪書が「青少年の健全な育成に有害であることは、すでに社会共通の認識になつていると言ってよい」とし、またその目的達成のためにはやむを得ない規制であるとの理由からこの条例は合憲であるとした。これには「有害図書」と青少年の非行が安易に結びつけられているとの批判がある。伊藤正己裁判官による補足意見もその点を指摘している（「青少年非行などの害悪を生ずる相当の蓋然性」がなければ基本的人権を保障している憲法に違反しているとコメントしている。ただし、結論として本条例の合憲性を認めている）。

#### 教科用図書検定
教科用図書検定が検閲にあたるのではないかという議論もある。この議論は「家永教科書裁判」に関連して活発化した。この一連の裁判において最高裁は、検定制度自体が検閲や事前抑制に該当することはなく合憲であるとの判断をしている。ただし、検定制度そのものが検閲や事前抑制であるとして禁止されることはなくても、検定の内容によってはそれが適用違憲または裁量権の逸脱・濫用による違法となりうるともしている。
最高裁が検定制度を検閲にあたらず合憲であるとした理由として、検定不合格となった書籍を教科書として使用することはできないが、一般図書として「思想の自由市場」に登場させることは可能であることを挙げている。事実、歴史教科書問題で検定不合格となった家永三郎の三省堂『新日本史』（三一書房『検定不合格日本史』1974年）や西尾幹二ほか『新しい歴史教科書』（扶桑社2001年）が一般図書として販売された事例も存在する。

#### インターネットにおける検閲
2002年に岡山市で岡山市電子掲示板に係る有害情報の記録行為禁止に関する条例が制定され、施行された。2008年3月26日、広島市で青少年と電子メディアとの健全な関係づくりに関する条例が制定され、施行された。
2008年6月11日、青少年が安全に安心してインターネットを利用できる環境の整備等に関する法律（青少年ネット規制法）が制定された。
岡山県議会自民党県議団（池田道孝団長、36人）が「県青少年によるインターネットの適切な利用の推進に関する条例」案をまとめ2011年3月11日の県議会総務委員会に提案する。2011年3月16日の本会議での可決成立、2011年10月1日の施行を目指す
。
群馬県がフィルタリングを普及させるため県青少年健全育成条例の一部改正案をまとめる。県は2011年5月の県議会定例会に改正案を示し、2012年1月1日の施行を目指す。
2011年3月3日 、インターネットへのブロッキング導入に先駆けてリスト作成・管理及び提供などを行う自主規制団体「インターネットコンテンツセーフティ協会」設立。
2016年2月、京都朝鮮学校公園占用抗議事件で抗議する在特会（在日特権を許さない市民の会）の様子を撮影した動画などが、ヘイトスピーチとして法務省の指導によりニコニコ動画などから削除された。差別的発言への一定の歯止めを見込めるが、行きすぎると表現の自由の制限につながるとする声もある。

#### 刑事施設における検閲
監獄法第50条およびそれに基づく同法施行規則第130条には「検閲」という言葉が用いられていたため、しばしば「刑事施設（刑務所）においては、例外的に検閲が認められている」との誤解をする例があるが、最高裁判所は平成6年10月27日の第1小法廷判決（判例時報1513号91頁・判例タイムズ865号127頁）において、
「監獄法五〇条、監獄法施行規則一三〇条に基づく信書に関する制限が憲法二一条二項前段にいう検閲に当たらないことは、当裁判所大法廷判決（最高裁昭和五七年（行ツ）第一五六号同五九年一二月一二日判決・民集三八巻一二号一三〇八頁、最高裁昭和五六年（オ）第六〇九号同六一年六月一一日判決・民集四〇巻四号八七二頁）の趣旨に徴して明らか」と判示している。
すなわち、旧監獄法（現在、監獄法の規定は刑事収容施設及び被収容者等の処遇に関する法律に引き継がれている）上の「検閲」の概念と憲法上の「検閲」の概念は同一ではなく、旧監獄法における「検閲」は憲法上の「検閲」には当たらない。
憲法上、検閲は絶対的に禁止されており、いかなる例外も許さない。刑事施設ももちろん例外ではなく、（憲法上の）「検閲」が認められることは絶対にありえない。
なお、旧監獄法第50条の規定に相当する「刑事収容施設及び被収容者等の処遇に関する法律」第127条、第129条、及び第130条では、「検査」「差し止め」という言葉が用いられ、もはや「検閲」という言葉は用いられていない。